# Олга Иванова
Олга Иванова (на македонска литературна норма: Олга Иванова) е езиковедка, специалистка по диалектология и ономастика, от Северна Македония.

## Биография
Родена е на 2 март 1939 година в Скопие, тогава в Кралство Югославия. Защитава докторска дисертацияв 1980 година и става пръв доктор в Социалистическа република Македония по ономастика. Работи в Института за македонски език „Кръсте Мисирков“, като за определен период е и негов директор.

## Трудови
- Месните имиња на областа по сливот на Брегалница, Скопје, 1982
- Исчезнатите месни имиња во областа по сливот на Брегалница, (Споменици на средновековната и поновата историја на Македонија, том 5, Прилеп, 1988)
- Речник на топонимите во областа по сливот на Брегалница, Скопје, 1996
- Студии од топонимијата и антропонимијата, Скопје, 1999
- Обратен речник на топонимите во областа по сливот на Брегалница, Скопје, 2001
- Македонски антропономастикон (15-16 век), Скопје, 2006[1]